# Dercy
Dercy est une commune française située dans le département de l'Aisne en région Hauts-de-France.

## Géographie
Dercy est un petit village rural du Laonnois et de l'ancienne Thiérache, d'environ 375 habitants situé à une quinzaine de kilomètres au nord de Laon, 140 km au nord-est de Paris, à 115 km au sud-est de Lille et à 95 km de la ville belge de Charleroi, et est aisément accessible par la RN-2 et l'ex-RN 367 (actuelle RD 967).
Il est desservi par la gare de Dercy - Froidmont, sur la ligne de La Plaine à Hirson et Anor (frontière), où s'arrêtent des trains TER Hauts-de-France, omnibus qui effectuent des missions entre les gares de Laon et d'Hirson ou d'Aulnoye-Aymeries.

### Hydrographie
La commune est située dans le bassin Seine-Normandie. Elle est drainée par la Serre et le Vilpion,.
La Serre, d'une longueur de 96 km, prend sa source dans la commune de La Férée, à 265 m d'altitude, et se jette  dans l'Oise (rive gauche) à Danizy, à 52 m d'altitude, après avoir traversé 39 communes. Les caractéristiques hydrologiques du la Serre sont données par la station hydrologique située sur la commune de Mortiers. Le débit moyen mensuel est de 7,66 m3/s. Le débit moyen journalier maximum est de 58,9 m3/s, atteint lors de la crue du 6 janvier 2001. Le débit instantané maximal est quant à lui de 59,2 m3/s, atteint le même jour.

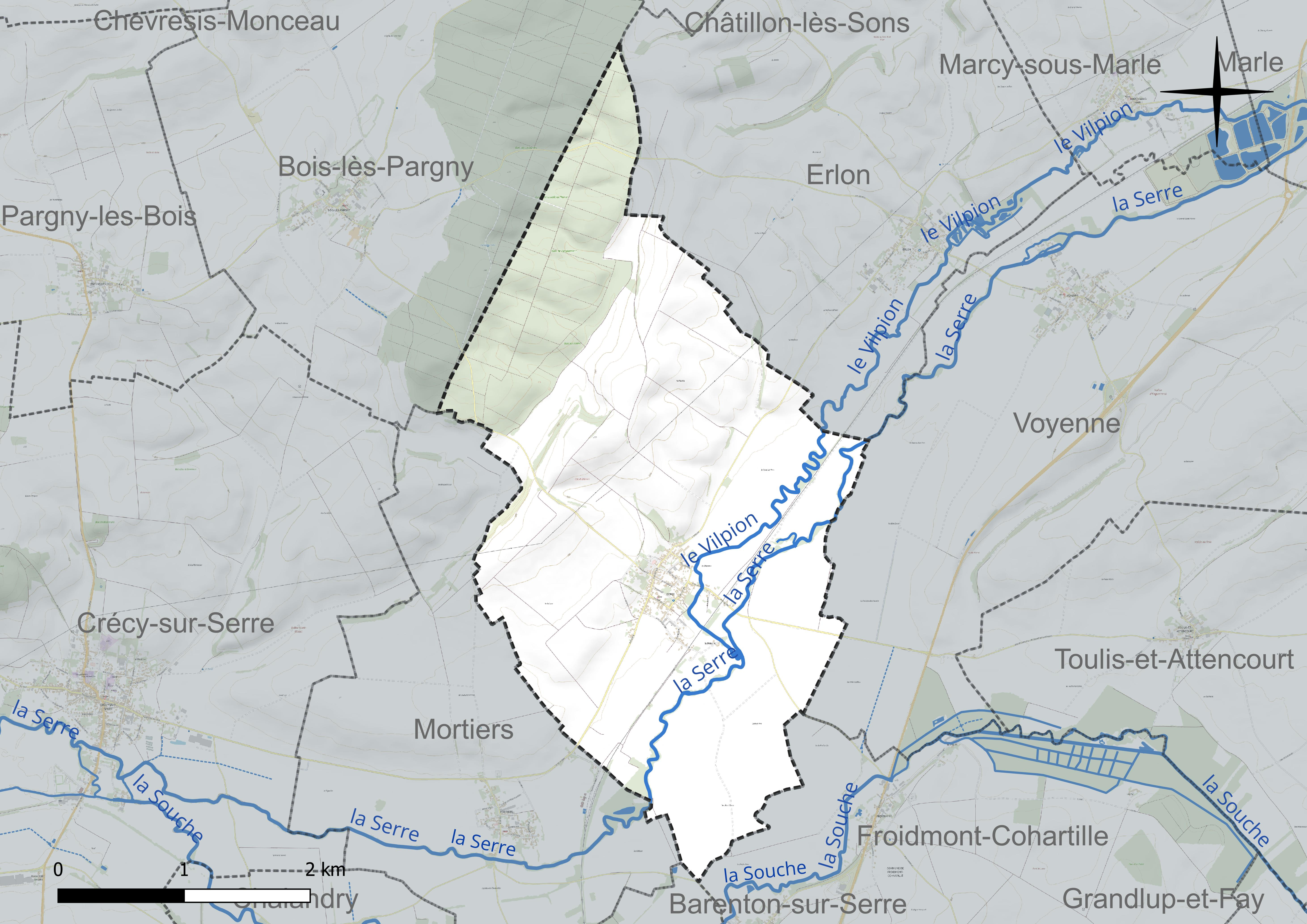
Réseau hydrographique de Dercy.

Le Vilpion, d'une longueur de 43 km, prend sa source dans la commune de Plomion et se jette  dans la Serre sur la commune, après avoir traversé 17 communes.

### Climat
Pour des articles plus généraux, voir Climat des Hauts-de-France et Climat de l'Aisne.
En 2010, le climat de la commune est de type climat océanique dégradé des plaines du Centre et du Nord, selon une étude du CNRS s'appuyant sur une série de données couvrant la période 1971-2000. En 2020, Météo-France publie une typologie des climats de la France métropolitaine dans laquelle la commune est exposée à un climat océanique altéré et est dans la région climatique Nord-est du bassin Parisien, caractérisée par un ensoleillement médiocre, une pluviométrie moyenne régulièrement répartie au cours de l'année et un hiver froid (3 °C).
Pour la période 1971-2000, la température annuelle moyenne est de 10,3 °C, avec une amplitude thermique annuelle de 15,1 °C. Le cumul annuel moyen de précipitations est de 733 mm, avec 11,8 jours de précipitations en janvier et 8,9 jours en juillet. Pour la période 1991-2020, la température moyenne annuelle observée sur la station météorologique la plus proche, située sur la commune d'Aulnois-sous-Laon à 11 km à vol d'oiseau, est de 11,0 °C et le cumul annuel moyen de précipitations est de 685,6 mm,. Pour l'avenir, les paramètres climatiques de la commune estimés pour 2050 selon différents scénarios d'émission de gaz à effet de serre sont consultables sur un site dédié publié par Météo-France en novembre 2022.

## Urbanisme

### Typologie
Au 1er janvier 2024, Dercy est catégorisée commune rurale à habitat dispersé, selon la nouvelle grille communale de densité à 7 niveaux définie par l'Insee en 2022.
Elle est située hors unité urbaine. Par ailleurs la commune fait partie de l'aire d'attraction de Laon, dont elle est une commune de la couronne,. Cette aire, qui regroupe 106 communes, est catégorisée dans les aires de 50 000 à moins de 200 000 habitants,.

### Occupation des sols
L'occupation des sols de la commune, telle qu'elle ressort de la base de données européenne d'occupation biophysique des sols Corine Land Cover (CLC), est marquée par l'importance des territoires agricoles (79 % en 2018), en augmentation par rapport à 1990 (76,5 %). La répartition détaillée en 2018 est la suivante : 
terres arables (78,2 %), forêts (17,7 %), zones urbanisées (3,3 %), zones agricoles hétérogènes (0,8 %).
L'évolution de l'occupation des sols de la commune et de ses infrastructures peut être observée sur les différentes représentations cartographiques du territoire : la carte de Cassini (XVIIIe siècle), la carte d'état-major (1820-1866) et les cartes ou photos aériennes de l'IGN pour la période actuelle (1950 à aujourd'hui).

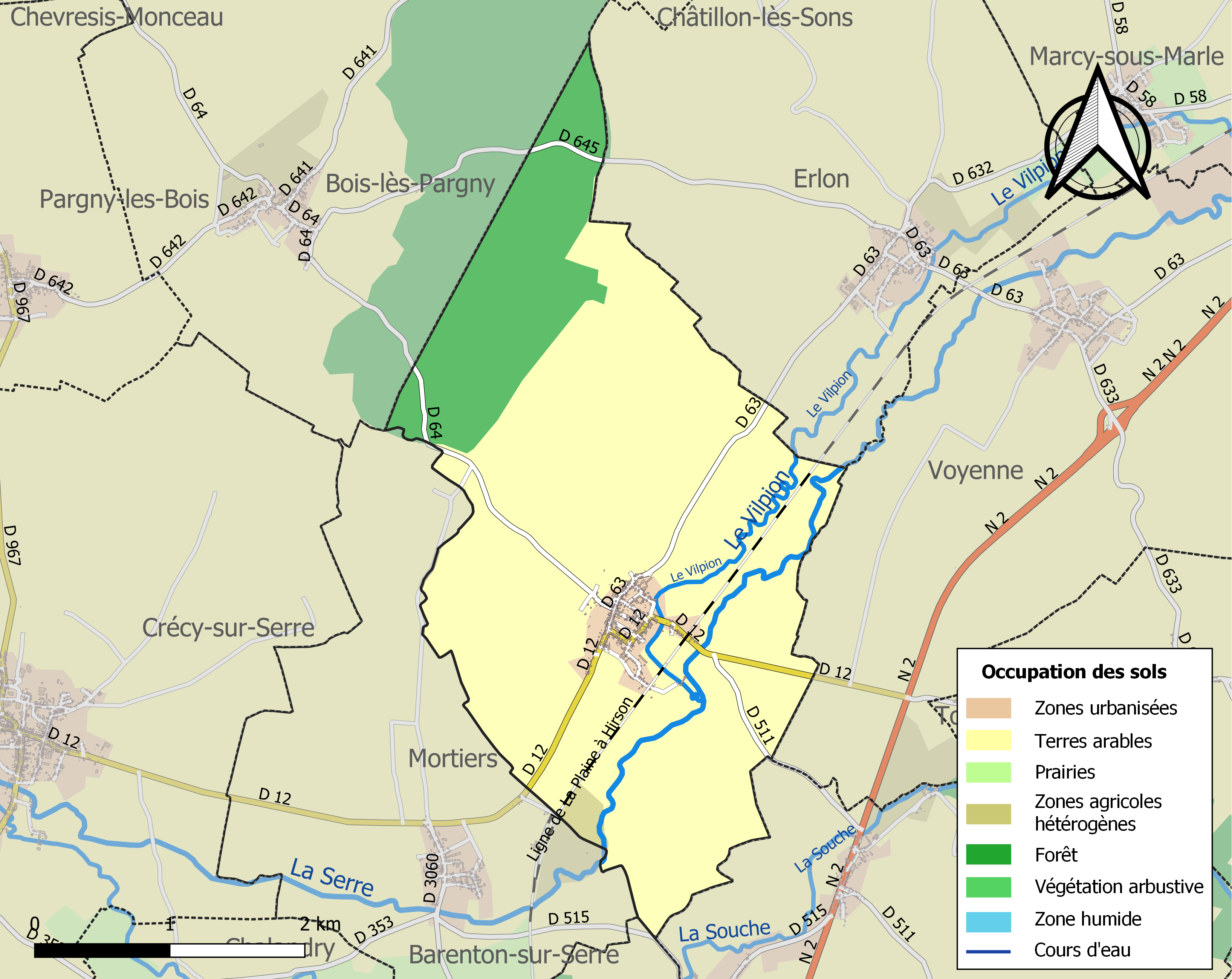
Carte des infrastructures et de l'occupation des sols de la commune en 2018 (CLC).

## Toponymie
Le nom de la localité est attesté sous les formes Derciacum (1065) ; Derci (1144) ; Dersiacus (1156) ; Dierci (1167) ; Dercis (1186) ; Derchi (1217) ; Derceium (1241) ; Derceyum (1247) ; Drecy (1431) ; Dersis (1568) ; Dercys (1596).

## Histoire
Selon Maximillien Melleville, « Ce village eut beaucoup à souffrir durant les guerres civiles des XVe, XVIe et XVIIe siècles. En 1422, Jean de Luxembourg emporta d'assaut le château qui existait alors à Dercy, fit pendre une trentaine de royalistes qu'il y trouva et raser ce château. Les protestants incendièrent l'église de ce village en 1568, et vingt-six ans après les ligueurs le mirent au pillage. En 1620, la population en fut cruellement décimée par la peste, et en 1651 et 1653, Dercy fut de nouveau pillé par les troupes de M. le Prince, qui y incendièrent plusieurs maisons ».
Circonscriptions d'Ancien Régime
La paroisse de Dercy dépendait autrefois de l'intendance de Soisions, des bailliage, élection et diocèse de Laon.
Première Guerre mondiale
À la fin de la Première Guerre mondiale, le village est très largement détruit et a  été décoré de la Croix de guerre 1914-1918, le 17 octobre 1920.

## Politique et administration

### Rattachements administratifs
La commune se trouve dans l'arrondissement de Laon du département de l'Aisne.
Elle faisait partie depuis 1793 du canton de Crécy-sur-Serre. Dans le cadre du redécoupage cantonal de 2014 en France, cette organisation territoriale administrative a disparu, le canton n'est plus qu'une circonscription électorale.

### Rattachements électoraux
Pour les élections départementales, la commune fait partie depuis 2014 du canton de Marle.
Pour l'élection des députés, elle fait partie depuis 1986 de la première circonscription de l'Aisne depuis le dernier découpage électoral de 2010[Quoi ?].

### Intercommunalité
La commune de Dercy est membre de la communauté de communes du Pays de la Serre, un établissement public de coopération intercommunale (EPCI) à fiscalité propre créé le 17 décembre 1992 dont le siège est à Crécy-sur-Serre. Ce dernier est par ailleurs membre d'autres groupements intercommunaux.

### Liste des maires
| Période                                  | Période                       | Identité            | Étiquette | Qualité                                        |
| ---------------------------------------- | ----------------------------- | ------------------- | --------- | ---------------------------------------------- |
| Les données manquantes sont à compléter. |                               |                     |           |                                                |
| juin 1995                                | mars 2001                     | Jean-Jacques Cugnet |           |                                                |
| mars 2001                                | mars 2008                     | Franck Poteau       |           |                                                |
| mars 2008                                | En cours (au 12 juillet 2020) | Bernard Bornier     | DVG       | Agent technique Réélu pour le mandat 2020-2026 |

## Démographie
L'évolution du nombre d'habitants est connue à travers les recensements de la population effectués dans la commune depuis 1793. Pour les communes de moins de 10 000 habitants, une enquête de recensement portant sur toute la population est réalisée tous les cinq ans, les populations de référence des années intermédiaires étant quant à elles estimées par interpolation ou extrapolation. Pour la commune, le premier recensement exhaustif entrant dans le cadre du nouveau dispositif a été réalisé en 2004.

En 2022, la commune comptait 394 habitants, en évolution de +0,77 % par rapport à 2016 (Aisne : −1,97 %, France hors Mayotte : +2,11 %).
| 1793 | 1800 | 1806 | 1821 | 1831 | 1836 | 1841 | 1846 | 1851 |
| ---- | ---- | ---- | ---- | ---- | ---- | ---- | ---- | ---- |
| 705  | 690  | 767  | 895  | 954  | 883  | 870  | 908  | 926  |

| 1856 | 1861 | 1866 | 1872 | 1876 | 1881 | 1886 | 1891 | 1896 |
| ---- | ---- | ---- | ---- | ---- | ---- | ---- | ---- | ---- |
| 900  | 875  | 858  | 908  | 961  | 872  | 882  | 793  | 819  |

| 1901 | 1906 | 1911 | 1921 | 1926 | 1931 | 1936 | 1946 | 1954 |
| ---- | ---- | ---- | ---- | ---- | ---- | ---- | ---- | ---- |
| 761  | 729  | 663  | 566  | 603  | 550  | 514  | 525  | 513  |

| 1962 | 1968 | 1975 | 1982 | 1990 | 1999 | 2004 | 2006 | 2009 |
| ---- | ---- | ---- | ---- | ---- | ---- | ---- | ---- | ---- |
| 468  | 412  | 386  | 381  | 361  | 399  | 384  | 396  | 368  |

| 2014 | 2019 | 2022 | - | - | - | - | - | - |
| ---- | ---- | ---- | - | - | - | - | - | - |
| 388  | 391  | 394  | - | - | - | - | - | - |

## Culture locale et patrimoine

### Lieux et monuments
- L'église Saint-Quentin.
- Monument aux morts.
- Ancienne gare de Dercy - Mortiers.
- Traces de l'ancien château au lieu-dit La Gleuze[27].

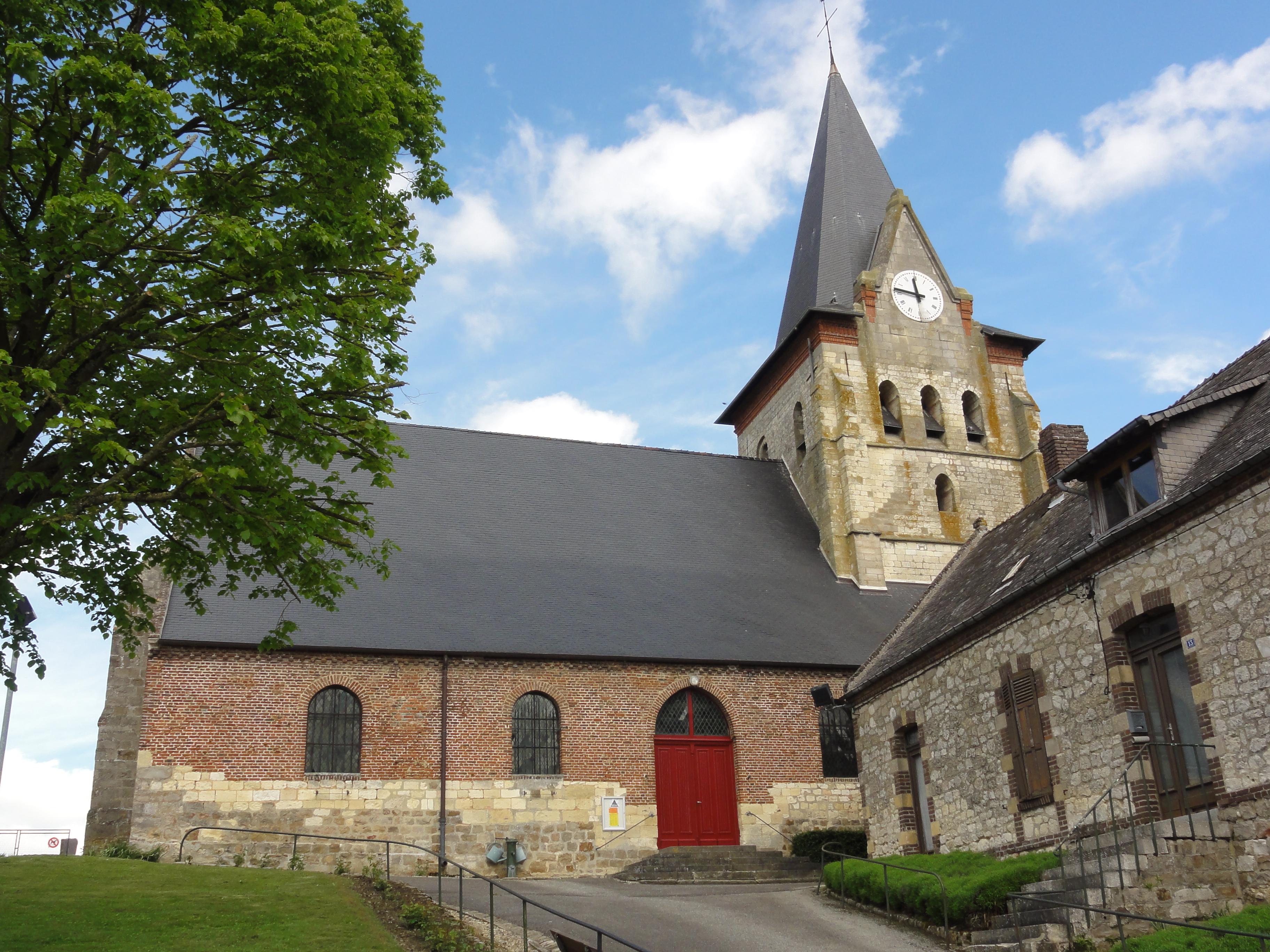
Église Saint-Quentin.
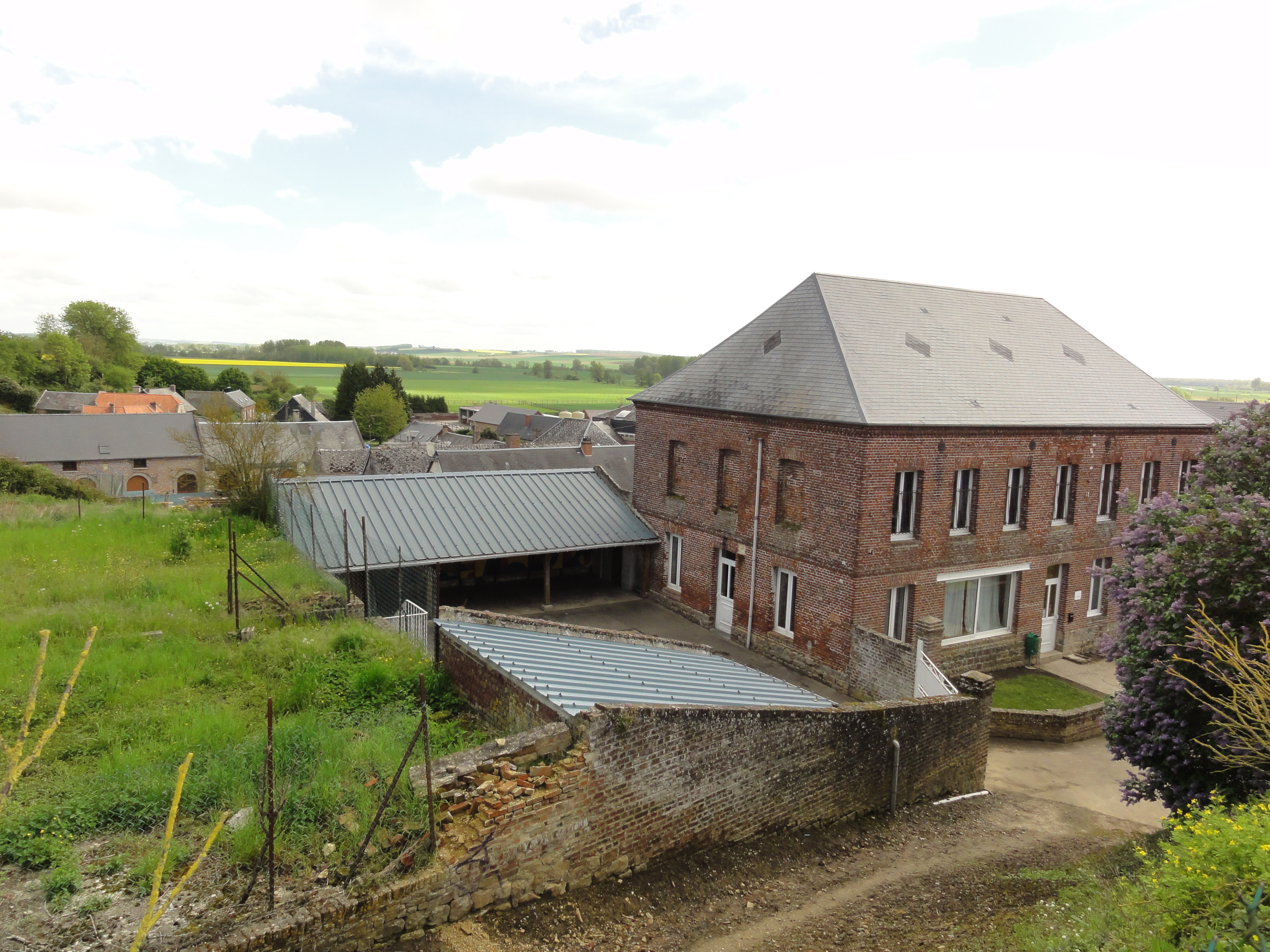
L'école et le village, vus du cimetière.
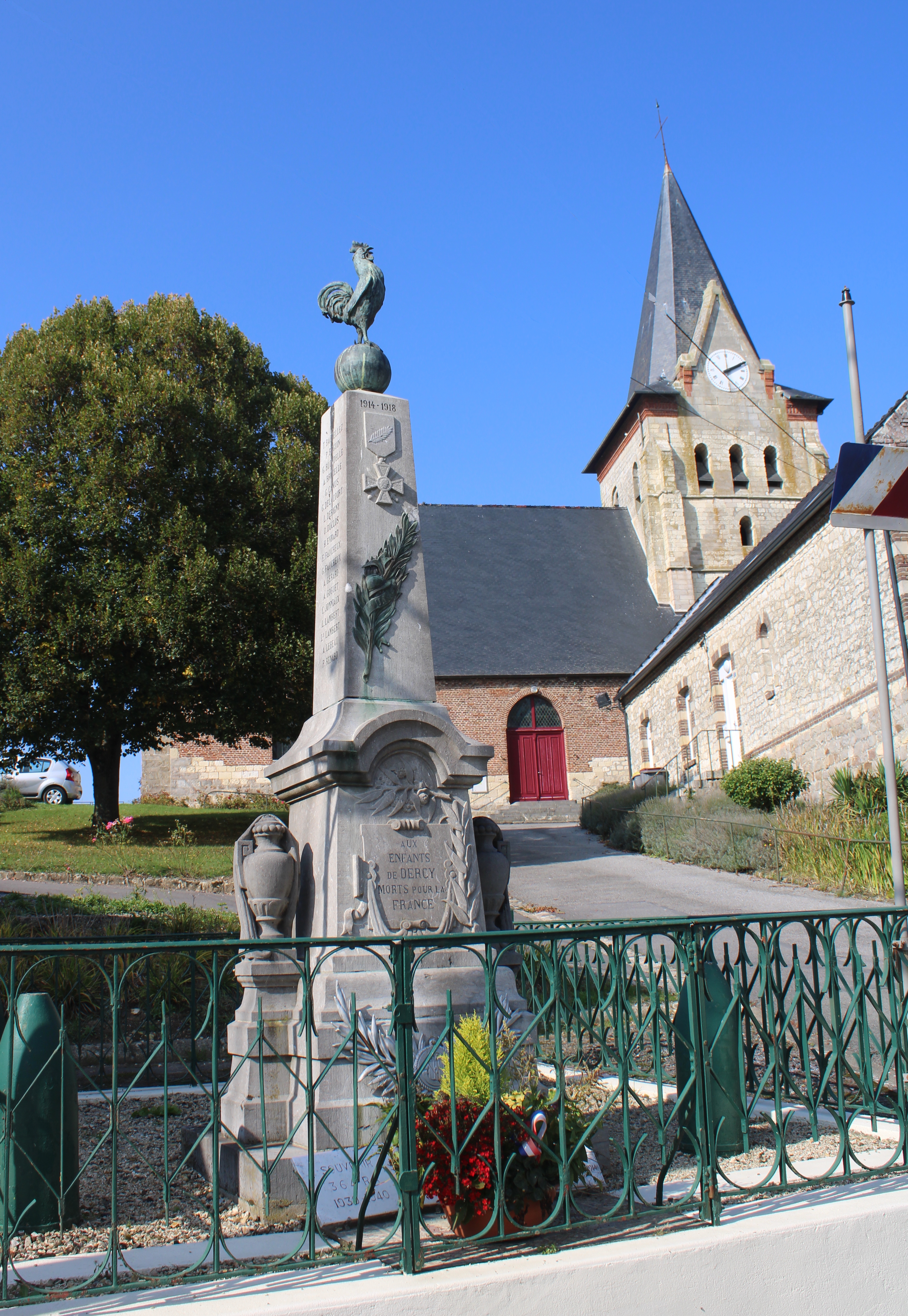
Le monument aux morts.
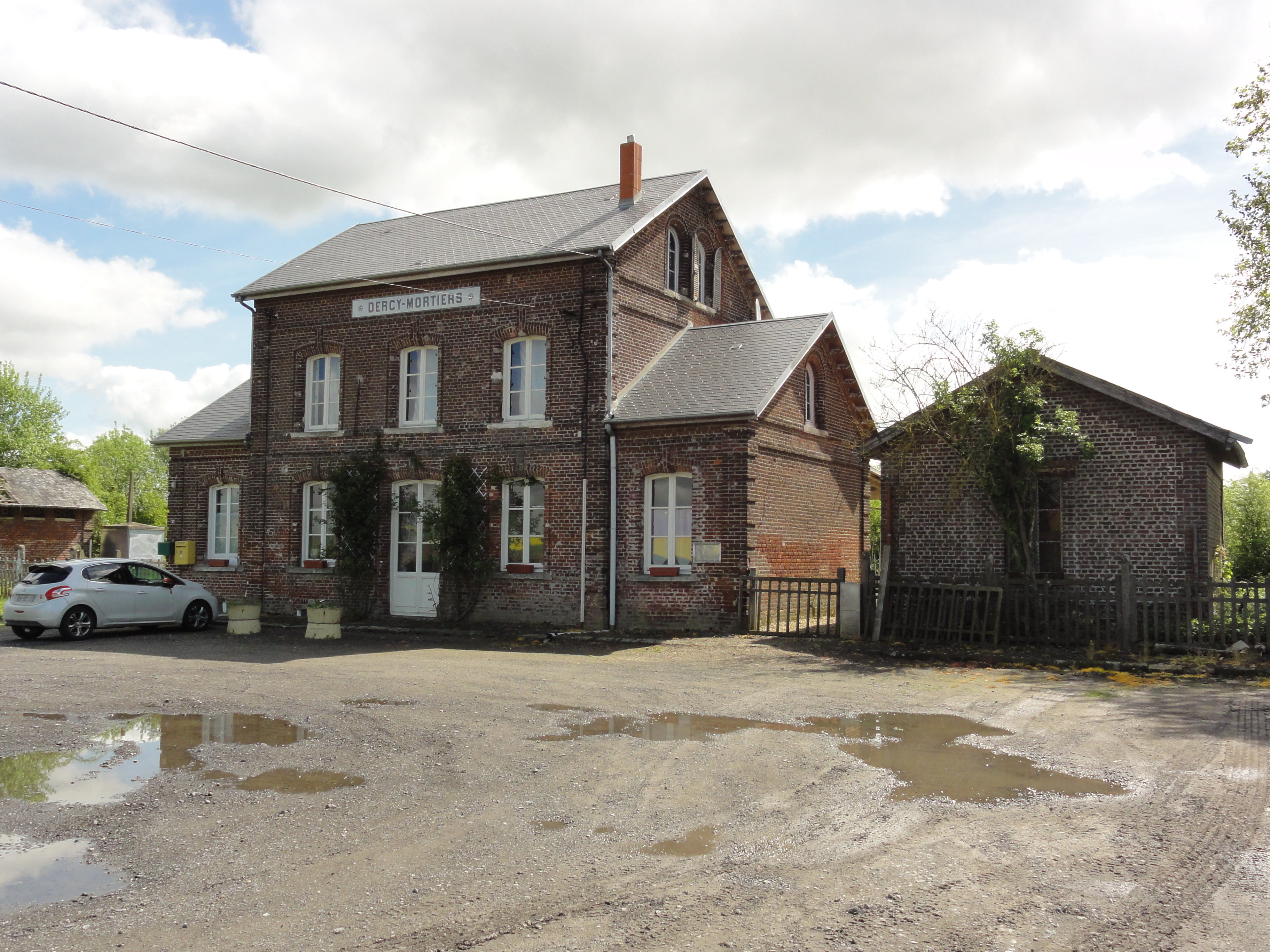
Ancienne gare de Dercy - Mortiers.

### Personnalités liées à la commune
Liste de seigneurs de Dercy
- 1133 : Adon de Dercy.
- 1165 : Raoul de Dercy.
- 1209 : Jean du Tour (de Tumo), seigneur de Dercy.
- 1240 : Guy, son fils, chanoine de Laon.
- 1257 : Ade, châtelaine de Dercy, veuve de Guillaume, dit Manoury.
- 1272 : Jean de Harbigny, damoiseau, sire de Dercy.
- 1319 : Jean II de Harbigny, chevalier, époux de Marguerite.
- 1373 : Jean, dit d'Hirson, chevalier, époux d'Ade. Wiard, fils d'Ade.
- 1437 : Jean III de Harbigny.
- 1557 : Jean IV de Harbigny, écuyer, seigneur de Deaurain et Dercy.
- 1600 : Marie Ligu, dame de Dercy par acquisition , moyennant 45 000 livres
- En dernier lieu, le comte de La Rochefoucault

## Pour approfondir